# Torneo de Basilea 2015
El Swiss Indoors Basel 2015 es un torneo de tenis que pertenece a la ATP en la categoría de ATP World Tour 500. Se disputará del 26 de octubre al 1 de noviembre de 2015 sobre moqueta en la ciudad de Basilea, Suiza.

## Distribución de puntos
| Etapa                     | Individuales | Doble |
| ------------------------- | ------------ | ----- |
| Campeón                   | 500          | 500   |
| Finalista                 | 300          | 300   |
| Semifinal                 | 180          | 180   |
| Cuartos de final          | 90           | 90    |
| 2ª ronda                  | 45           | 0     |
| 1ª ronda                  | 0            | –     |
| Clasificados              | 20           | –     |
| 3ª ronda de clasificación | 10           | –     |
| 2ª ronda de clasificación | 0            | –     |
| 1ª ronda de clasificación | 0            | –     |

## Cabezas de serie
| Tenista         | Ranking | N.º |
| Roger Federer   | 2       | 1   |
| Stan Wawrinka   | 4       | 2   |
| Rafael Nadal    | 7       | 3   |
| Milos Raonic    | 9       | 4   |
| Kevin Anderson  | 11      | 5   |
| Richard Gasquet | 12      | 6   |
| John Isner      | 13      | 7   |
| Marin Čilić     | 14      | 8   |

- Los cabezas de serie están basados en el ranking ATP del 19 de octubre de 2015.

### Dobles masculinos
| Tenista                         | Ranking | Preclasificada |
| Jean-Julien Rojer Horia Tecău   | 9       | 1              |
| Jamie Murray John Peers         | 15      | 2              |
| Marcin Matkowski Nenad Zimonjić | 24      | 3              |
| Rohan Bopanna Florin Mergea     | 31      | 4              |

## Campeones

### Individual Masculino
Roger Federer venció a  Rafael Nadal por 6-3, 5-7, 6-3

### Dobles Masculino
Alexander Peya /  Bruno Soares vencieron a  Jamie Murray /  John Peers por 7-5, 7-5